# Všemina
Všemina je obec v okrese Zlín ve Zlínském kraji. Žije zde přibližně 1 200 obyvatel. Obec patří do kulturního regionu Valašsko. Geomorfologicky je obec a její kopcovité a poměrně zalesněné okolí součástí Vizovické vrchoviny. Sousedními obcemi jsou (od severu po směru hodinových ručiček) Trnava, Liptál, Jasenná a Dešná. V katastru obce se nachází přehradní nádrž využívaná zejména k rekreaci a rybaření. V obci je též základní škola.

## Název
Jméno vesnice bylo odvozeno od osobního jména Všema, což byla domácká podoba některého osobního jména začínajícího na Všem- (např. Všemír, Všemysl). Význam místního jména tudíž byl „Všemova ves“.

## Historie
Na území obce zjištěny archeologické stopy (hradiště) púchovské kultury z keltského období před změnou letopočtu.
První písemná zmínka o obci pochází z roku 1373, kdy osadu spolu se sousedními osadami Slušovice, Dešná a Neubuz zakoupil Ješek ze Šternberka.

## Obyvatelstvo
| Rok            | 1869 | 1880 | 1890 | 1900 | 1910 | 1921 | 1930 | 1950  | 1961  | 1970  | 1980  | 1991  | 2001  | 2011  | 2021  |
| -------------- | ---- | ---- | ---- | ---- | ---- | ---- | ---- | ----- | ----- | ----- | ----- | ----- | ----- | ----- | ----- |
| Počet obyvatel | 810  | 866  | 829  | 816  | 878  | 809  | 810  | 1 005 | 1 086 | 1 069 | 1 042 | 1 054 | 1 049 | 1 107 | 1 097 |
| Počet domů     | 147  | 158  | 160  | 160  | 154  | 153  | 155  | 190   | 202   | 221   | 241   | 273   | 304   | 324   | 336   |

## Obecní správa

### Obecní symboly
Znak a vlajka byly obci uděleny rozhodnutím předsedy Poslanecké sněmovny Parlamentu České republiky dne 27. března 2000.

## Pamětihodnosti
- Římskokatolický kostel svatého Jana Nepomuckého postavený v poslední čtvrtině osmnáctého století

## Fotogalerie

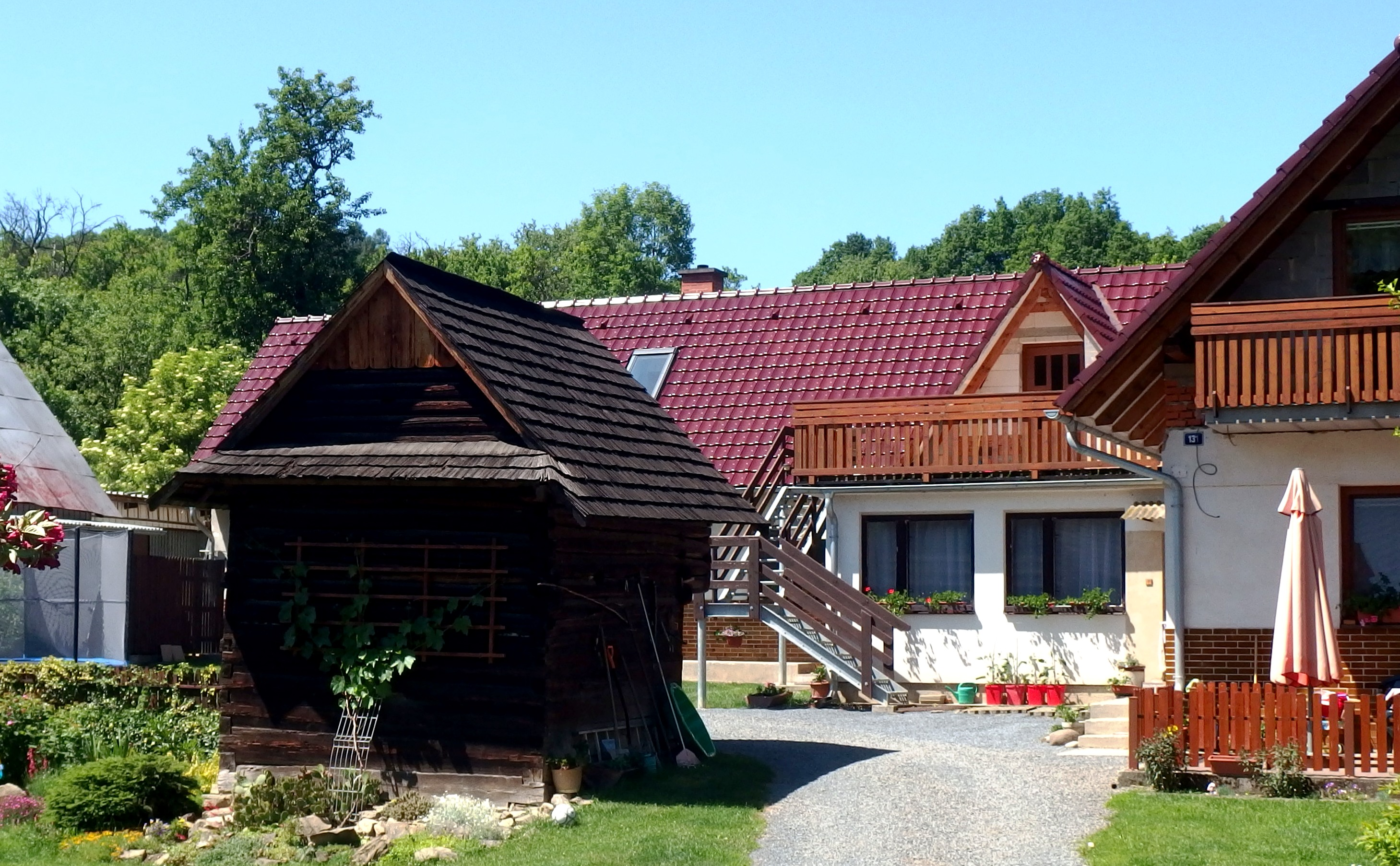
Jeden ze dvou památkově chráněných seníků
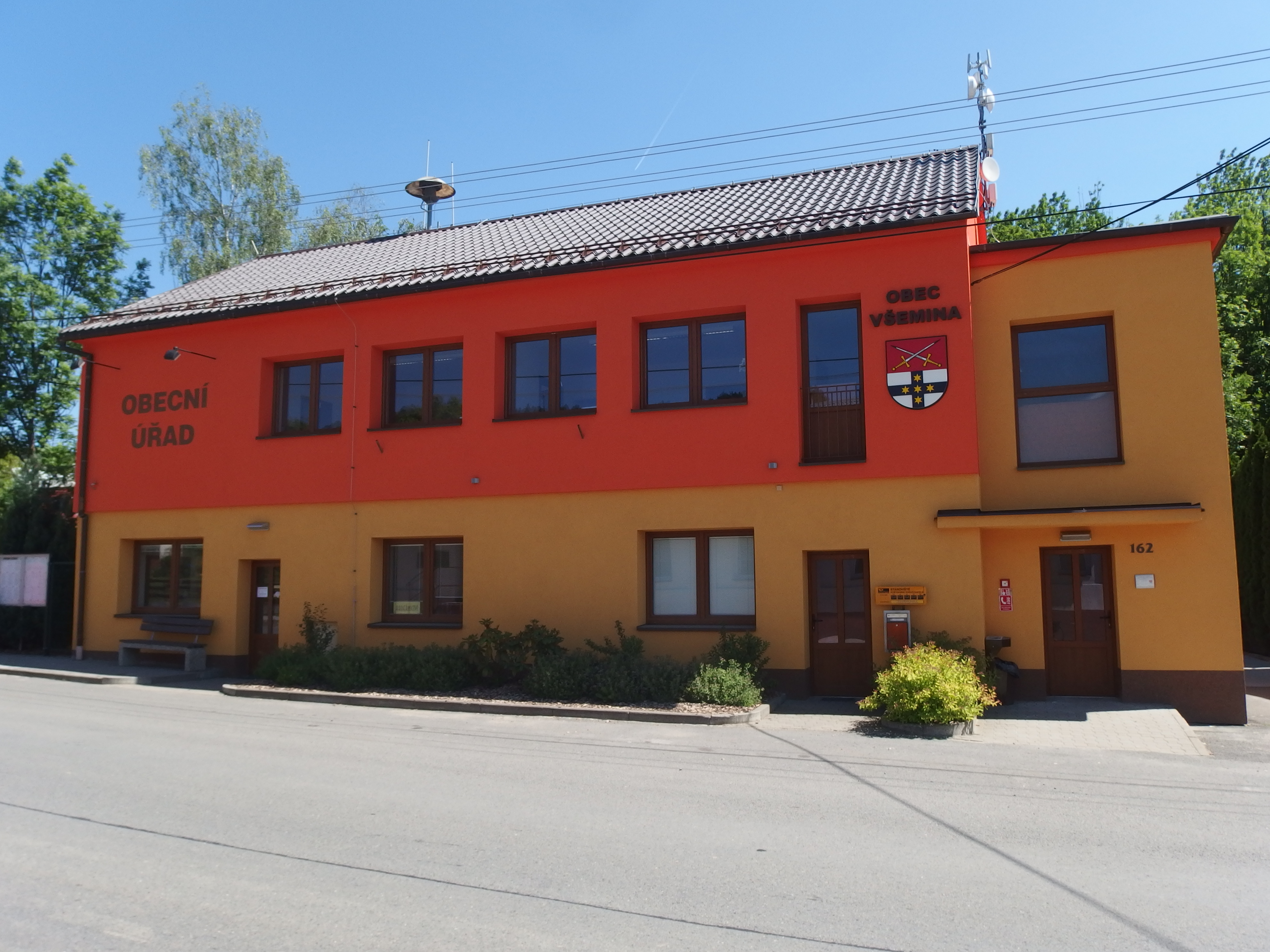
Obecní úřad
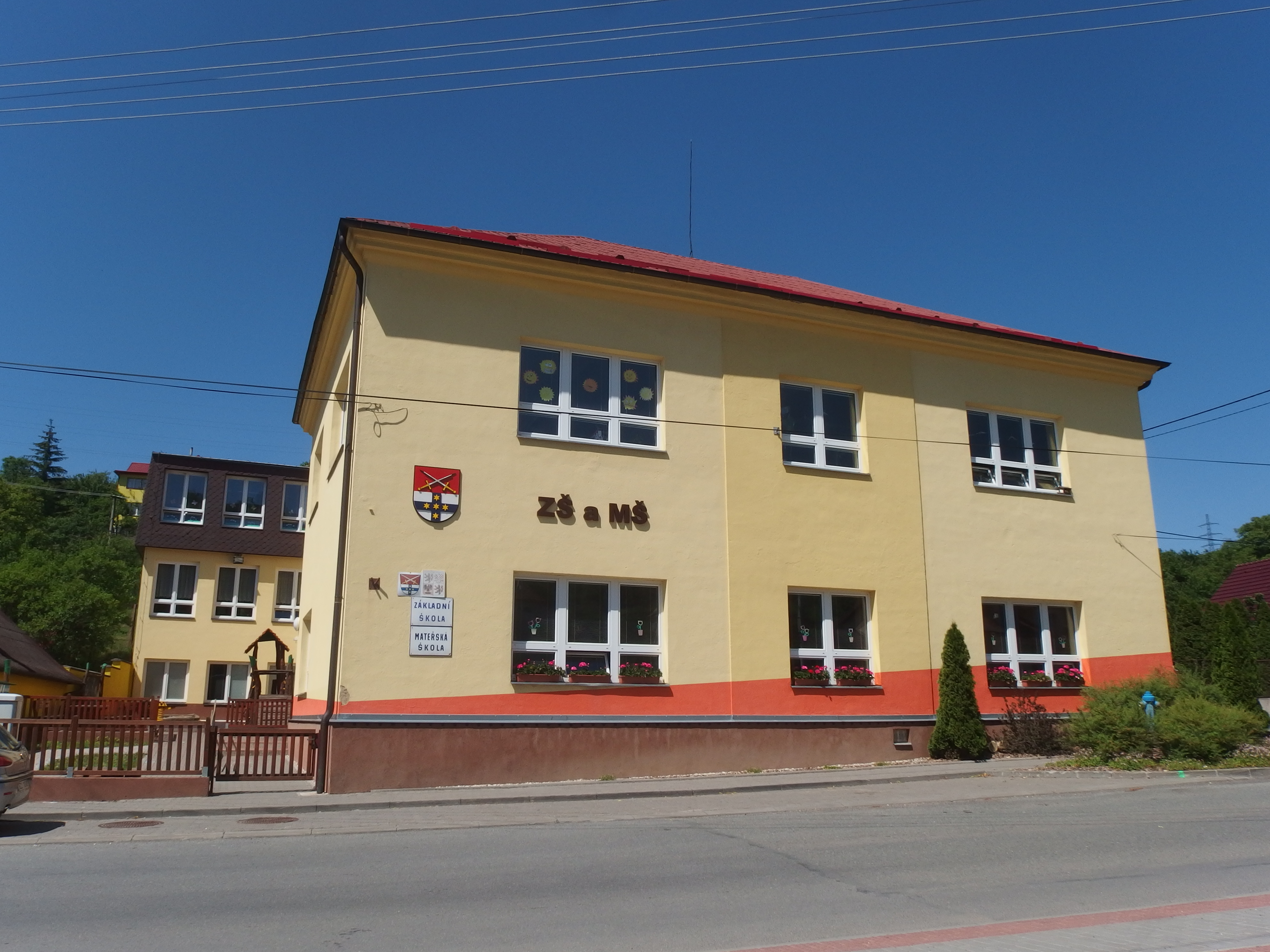
Základní a mateřská škola
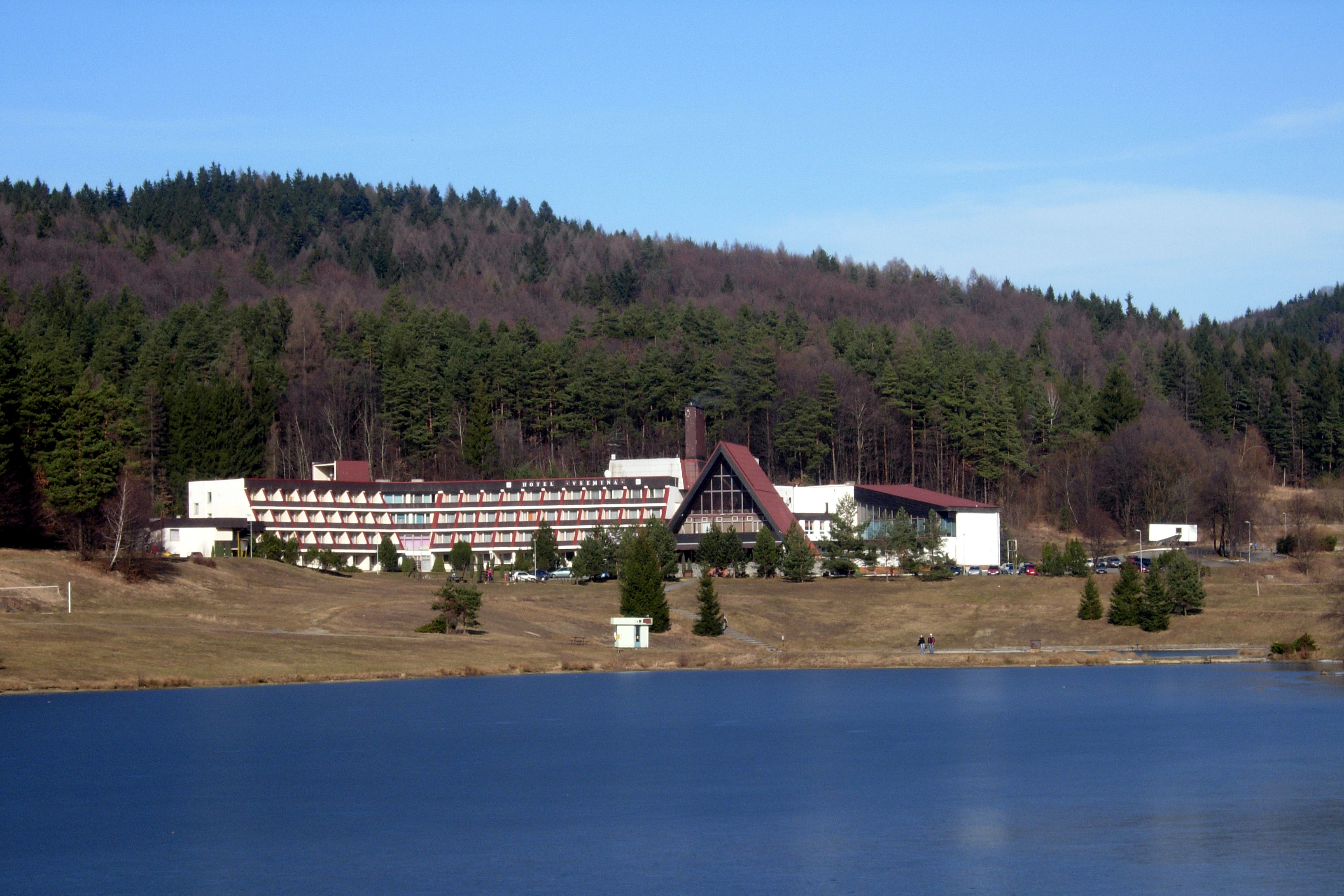
Activitypark Hotel Všemina u vodní nádrže, necelý kilometr od obce
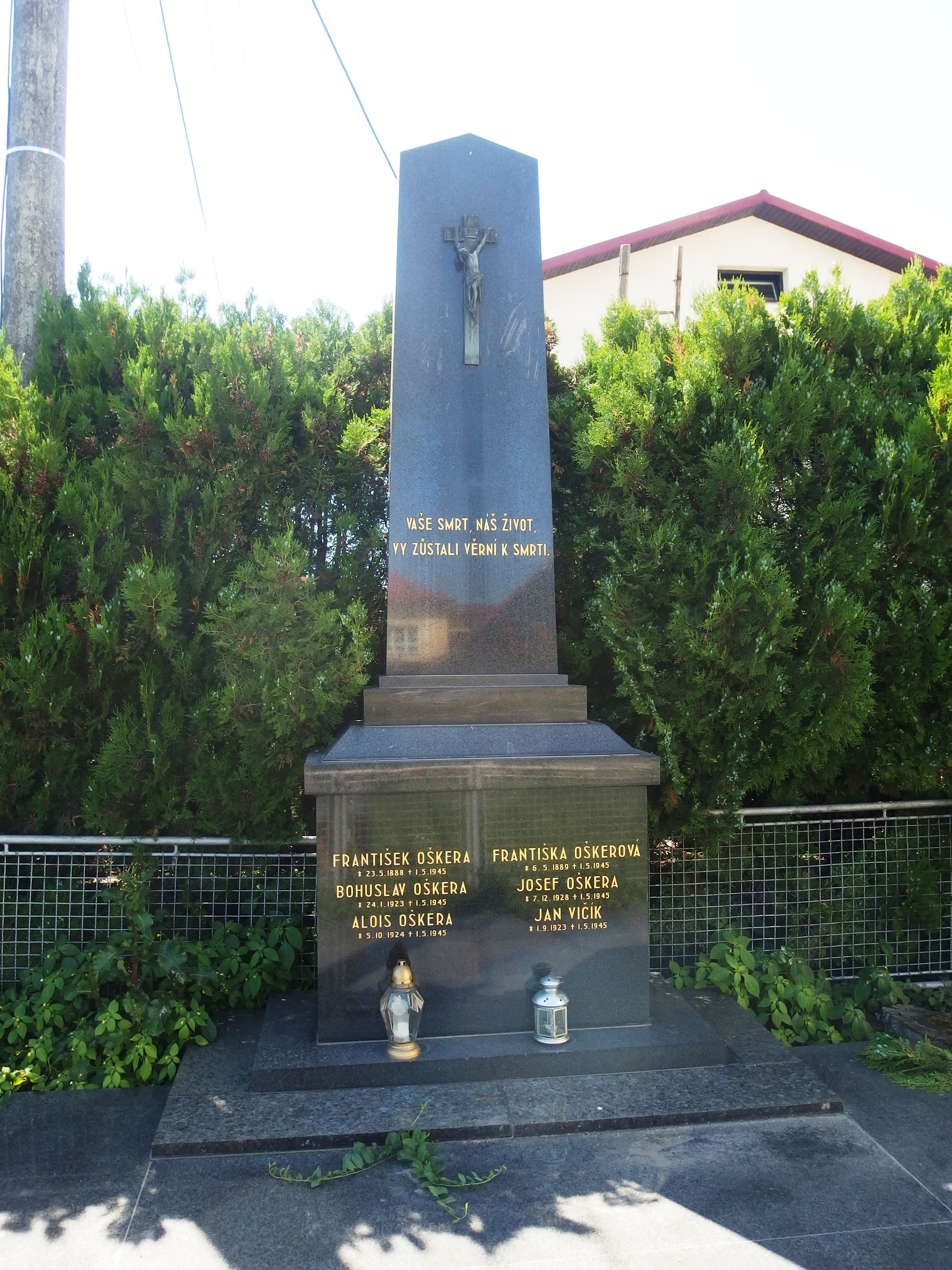
Hrob rodiny Oškerových popravené za pomoc partyzánům

## Osobnosti
- Marie Filomena Dolanská (1895–1943), řeholnice, představená kláštera, umučená v koncentračním táboře Ravensbrück